# Musique dans les œuvres audiovisuelles
La musique (et plus généralement l'art sonore) occupe une place importante dans l’audiovisuel. 
L’analyse de ses apports ouvre un plan d’explication qui part du constat que l’emploi de musique dans l’audiovisuel est le résultat d’un processus de création de contenus audiovisuels lesquels doivent être considérés comme des œuvres audiovisuelles dans la définition restrictive qu'en font en France le Conseil supérieur de l'audiovisuel ou le Centre national du cinéma et de l'image animée (CNC) (les œuvres patrimoniales donnant notamment droit au soutien du Cosip) ou dans la définition large qu'en donne le Code de la propriété intellectuelle (CPI, art. L 112.2.) lequel définit l'œuvre audiovisuelle comme « toute séquence animée d’images sonorisées ou non ».

## L'audiovisuel: un concept large
Pour Mario d'Angelo, la présence de la musique dans l'audiovisuel peut être appréhendée à deux niveaux d'analyse différents :
- le niveau du contenu audiovisuel lui-même

L'utilisation de la musique (comme élément de l'art sonore) répond alors à des considérations esthétiques, de styles et de codes chaque fois spécifiques aux concepteurs d'un contenu audiovisuel. Celui-ci dans sa définition large du CPI (séquence animée d'images sonorisées ou non) peut aussi bien être un film, un documentaire, un reportage, un spot publicitaire, un journal télévisé, pour ne citer que quelques exemples de catégories de contenus audiovisuels. Une analyse sémiotique peut être menée pour chercher à expliquer l'interpénétration des composantes du contenu audiovisuel (images, dialogues, action, bruits, musique etc.) en tant que langages.
- le niveau du rapport d'interaction entre la musique et l'audiovisuel considérés chacun comme un ensemble d'acteurs formant deux systèmes organisés[1]

C'est alors l'utilisation, négociée, d'œuvres musicales, donnant lieu à des rémunérations pour leurs ayants droit (auteurs/compositeurs, artistes interprètes, éditeurs, producteurs phonographiques), qui seront versées par les acteurs du système audiovisuel (individus ou organisations) chargés de la production et de la diffusion des contenus audiovisuels qui comportent ces œuvres musicales.
Dans les programmes télévisuels, la présence de musique correspond à trois situations types :
1. la diffusion par les chaînes de télévision de contenus audiovisuels produits antérieurement (par des producteurs extérieurs ou par des producteurs délégués) et dans lesquels des œuvres musicales (originales ou existantes) ont été incorporées ;
2. des contenus audiovisuels résultant de captations de spectacles, de cérémonies ou de fêtes comportant de la musique (par exemple, la retransmission du spectacle des Enfoirés pour les Restos du cœur, ou encore l'ouverture des Jeux olympiques avec la musique qui est diffusée in situ) ;
3. la musique liée à la sonorisation du flux télévisuel et à l'habillage des antennes.

Sont généralement distingués les contenus audiovisuels dits de stock (ayant une durée de vie longue) et ceux dits de flux (circonstanciés, dont la valeur économique est moindre car leurs rediffusions sont limitées).
D'Angelo définit le système audiovisuel comme l'ensemble des acteurs qui contribuent à la production des contenus audiovisuels et à leur diffusion. Ce système est in fine structuré autour des enjeux liés à la diffusion télévisuelle laquelle assure une part substantielle du financement) et à son contexte concurrentiel. 
Les diffuseurs sont en bout d’une chaîne de valeur (le plus souvent « externe »). Ceux-ci, pour assurer une programmation adaptée à leurs cibles d’audience, commandent ou achètent les contenus audiovisuels (notamment de stock) dont ils ont besoin à des producteurs audiovisuels (y compris cinématographiques) ou les coproduisent avec eux.

## Les fonctions de la musique dans l'audiovisuel
La thèse de Mario d'Angelo est qu'une explication fonctionnelle de l'apport de l'art sonore à l'audiovisuel (un contenu ou une programmation) est possible si cette explication repose sur trois éléments :
- les utilisations que font les concepteurs des contenus audiovisuels (producteur et réalisateur) ;
- le travail de création du contenu musical incorporé (original ou existant) dans le contenu audiovisuel ;
- les perceptions qu’ont les téléspectateurs de la musique dans le contenu audiovisuel ainsi produit.

L'étude de la perception des téléspectateurs est par conséquent indispensable. Elle peut se faire selon des méthodes qualitatives et/ou selon des méthodes quantitatives.
La caractérisation de six fonctions apporte une objectivation, d’une part, aux buts qu’ont les concepteurs des contenus audiovisuels lorsqu’ils y incorporent de la musique et, d’autre part, aux perceptions qu’en ont les téléspectateurs. Les six fonctions identifiées (et qui ne sont pas mutuellement exclusives) sont :
- Didactique : la musique aide à la compréhension (donne des clés) du contenu audiovisuel (elle participe à sa lecture) ;
- Émotionnelle : la musique matérialise les émotions ; elle stimule les sens et souligne les aspects émotifs de l’image et/ou du récit; elle stimule l’imagination du téléspectateur ;
- Esthétique : la musique cherche à rendre une œuvre audiovisuelle ou une séquence plus qualitative voire à la sublimer ;
- Identitaire : la musique laisse une empreinte et rend une séquence ou un contenu audiovisuel reconnaissable (mélodie, rythme, harmonisation, instruments, effet sonore…) ;
- mnémonique : la musique s’apparente à un stimulus pavlovien : elle sert à se souvenir ; elle évoque ; elle déclenche potentiellement un processus de mémorisation (de quelques notes ou d’une ambiance) ;
- narrative : la musique est un langage à part entière ; écriture de l’image et écriture de la musique s’interpénètrent.

L’analyse par les fonctionnalités éclaire aussi la question de la valeur ajoutée qu’apporte le discours musical aux autres discours que comporte un contenu audiovisuel ou une programmation télévisuelle. Les chaînes de télévision par exemple, doivent veiller à leur identité sonore. Celle-ci se traduit notamment dans la ponctuation sonore du flux (identification des séquences et des transitions), dans des habillages sonores, dans les inter-programmes et, plus généralement, dans la nécessité de donner des repères aux téléspectateurs en se servant des fonctions que peut alors remplir la musique. De ce point de vue, l’art sonore joue un rôle dont les chaînes de télévision ne peuvent pas se passer.